# Dányi Gabriella
Dányi Gabriella (alkotói név: P. Dányi Gabriella; Miskolc, 1960. február 27. –) életmű díjas költő, irodalmi nívódíjas író, festő. Az Újkazinci Baráti Kör, a Kazinci Klub, valamint a székesfehérvári Magyar Alkotók Nemzetközi Egyesületének alapító tagja. 2022-ben az egyik Alapítványtevője volt a budapesti székhelyű Hölgyszirom alapítványnak.

## Életrajza
Miskolcon született, egyéves koráig Izsófalván lakott. 1961 és 1977 között Kurityánban, majd 1977-től 1980-ig ismét Izsófalván élt. 1980 decemberétől Kazincbarcika az otthona. Egy felnőtt fia van.

### Munkássága
A gyermekkora óta rajong az irodalomért és a képzőművészetekért.
2008-ban kezdett el festeni, 2009-ben illusztrálta Devecsery László Időmalom című verseskötetét. P. Dányi Gabriella lett az alkotói neve. Ezután az írás is utat tört magának az életében. Eleinte folyóiratokban és antológiákban jelentek meg rövidebb írásai és versei.
2014 decemberében megjelent első önálló gyermekverseket tartalmazó kötete: a Béka lesz az ebihalból. Majd ezt követte a Láng fellobban, felnőtteknek szóló verseskönyve, és 2020-ban a Zöld tej című novelláskötete. 2021-ben hatan írtak egy közös meséskönyvet, Az erdei kupaktanácsot.
Gyólai Gabriella illusztrációival 2022-ben adták ki a Hétszögletű erdő lakói, verses formában írt meséskönyvét. 2023-ban ismét prózával jelentkezett, a Friss hús című novelláskötettel, amelyben a történeteket lélekrajzaival vezette fel.
2024-ben adták ki három, kreatív gyermekeknek szóló készségfejlesztő, verses kifestő
könyvét. Szintén ebben az évben jelent meg a különleges verseket és rajzokat tartalmazó kötete a Játékos versek gyűjteménye.
Festőművészként 2009 óta kiállításai voltak Kazincbarcikán, Budapesten, Ózdon, Miskolcon, Kurityánban és Rudolftelepen.
A beszéd képiesítése elsősorban a betű, ám ha a betűk következtében megnyílik a lélek, és a képzelet, amitől színek szöknek a vászonra, vagy dallamok komponálódnak, azzal az érzelmek és élmények magasabb szintre emelését segítjük elő!

## Művei
- Béka lesz az ebihalból – gyermekversek (2014)
- Láng fellobban – versek (2015)
- Zöld tej – novellák (2020)[4]
- Az erdei kupaktanács – társszerző (2021)
- Hétszögletű erdő lakói – mesék (2022)
- Friss hús – novellák (2023)
- Játékos versek gyűjteménye – versek (2024)

## Díjai, elismerései
- Aranylant díj (Aranycsillag Irodalmi és Művészeti Csoport, 2017)
- Elismerő oklevél kimagasló önkéntes munkáért (Kazincbarcikai Egyesületek Fóruma, 2018)
- Arany minősítés A jövő városa – Kazincbarcika 100 pályázaton vers kategóriában (2019)[5]
- Életmű díj (Magyar Alkotók Nemzetközi Egyesülete, 2019)
- Hidvári Imre-díj (Kazinci Klub, 2023)